# Мещерський Платон Степанович
Мещерський Платон Степанович (19 листопада 1713 — 3 січня 1800) — Член Другої Малоросійської колегії (1764—1774 рр.) в Глухові, полковник, бригадир (1764), генерал-майор (1769), генерал-поручик (1773), князь

## Військова служба
В 16 років П.Мещерський вступив на військову службу солдатом в Рязанський піхотний полк. У 1732 році брав участь в поході проти кримських татар під командуванням Людвіга Вільгельма Гессен-Гомбургського. За проявлену ним хоробрість був переведений в унтер-офіцери, а потім в 1735 році брав участь в Рейнському поході.
За клопотанням генерала Петра Петровича Лассі був переведений в обер-офіцери. Під командуванням генерала П.Лассі, С.Мещерский брав участь в Фінляндському поході, брав участь в занятті Фрідріхсгаму. До Росії С.Мещерский повернувся вже в званні полковника. Був командиром 69-го Рязанського піхотного полку.

## Служба в Глухові
У 1764 році, за клопотанням призначеного малоросійським генерал-губернатором Петра Олександровича Рум'янцева, С.Мещерский був обраний членом Другої Малоросійської колегії.
В 1769 році він отримав звання генерал-майора, а в 1773 році — генерал-поручика.

## Казанське губернаторство
У 1774 році С.Мещерский отримав Орден Святої Анни і в званні генерал-поручика призначений на посаду губернатора Казанської губернії, спустошеною Омеляном Пугачовим.
З 1780 по 1781 рік він одночасно керував ще й Симбірським намісництвом, в 1782—1783 роках — Пензенським, в 1785—1792 роках — Вятським намісництвом. У 1784 році отримав звання генерал-аншефа.
У 1781 році С.Мещерський був нагороджений Орденом Святого Олександра Невського, в 1787 році — Орденом Святого Володимира І степеня. При виході у відставку в 1792 році йому було даровано двадцять тисяч рублів сріблом.
У 1796 році імператор Павло I нагородив його Орденом Святого Андрія Первозванного, справив в повні генерали і призначив військовим губернатором в Казань і шефом полку його імені.

## Смерть
Помер князь С.Мещерський в селі Міхеєвське 23 грудня 1799 року. Поховання його розташовувалося в нижньому храмі зведеної на його кошти в 1771 році Знам'янської церкви, за правим криласом. У Міхеєвському були поховані також його дружина Надія Олександрівна (1736—1824), а також їхній син — Петро Платонович з дружиною Олександрою Миколаївною (1779—1845)Михеевское. Церковь Знамения Честного Креста Господня [Архівовано 29 грудня 2016 у Wayback Machine.].

## Нагороди
- Орден Святої Анни (1774)
- Орден Святого Олександра Невського (тисячу сімсот вісімдесят один)
- Орден Святого Володимира І ступеня (1787)
- Орден Святого апостола Андрія Первозванного (1796)

## Сім'я
Дружина: Надія Олександрівна Овцина (1736—1824)
Діти: Олексій, Парасковія, Анастасія (в шлюбі — Тенишева), Наталія (Мусіна-Пушкіна)